# Dicranoloma arfakianum
Dicranoloma arfakianum là một loài Rêu trong họ Dicranaceae. Loài này được (Müll. Hal. ex Geh.) Renauld mô tả khoa học đầu tiên năm 1909.